# El Sotarro
El Sotarro és una muntanya de 553 metres que es troba al municipi de Begues, a la comarca catalana del Baix Llobregat.